# وحدة زخرفية
كل عمل زخرفي يتكون من وحدات أساسية متداخلة ومتناصفة ومتوازنة عن طريق التكرار والتشعّب والتناظر والتماثل والتعاقب.والتكرار يعطينااما شكلا منعكسا او متتالية.

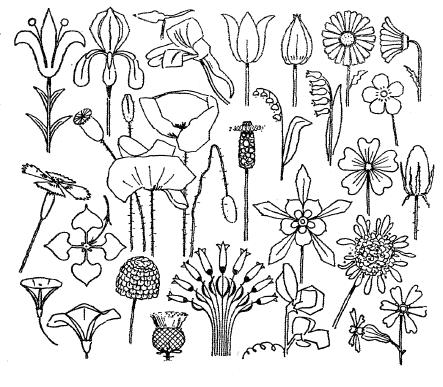
وحدات زخرفية نباتية

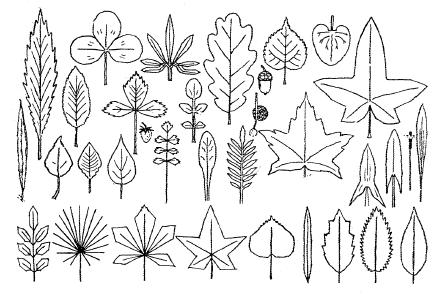
وحدات زخرفية نباتية

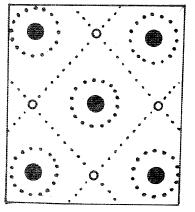
إعداد نموذج زخرفي باستعمال الأشكال الهندسية بالإعتماد على المحاور

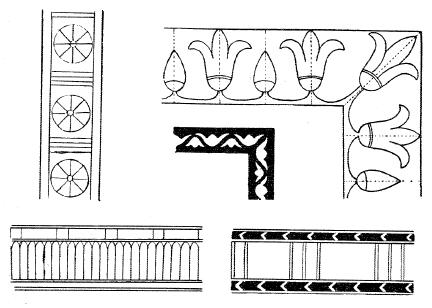
زخرفة الإطارات الرأسية والأفقية

## أنواع الوحدة الزخرفية ومصادرها
الوحدة الزخرفية هي الفراغ المحصور بين خط أو مجموعة خطوط متلاقية وهي قسمين:

### الوحدة الزخرفية الهندسية
وهي التي تتكون من علاقات الخطوط والأشكال الهندسية والمضلعات المنتظمة والأشكال النجمية والدوائر وغيرها.
وغالبا ما تستخدم هذه الوحدات في تزيين الأشرطة والإطارات والأواني والمشغولات.

### الوحدات الزخرفية الطبيعية
وهي المستمدة من عالم الطبيعة، ومعظمها يحمل صفات الشكل الطبيعي الذي أخذت عنه ويحتاح رسمها إلى كثير من العناية والدقة وتقسم إلى أربعة أقسام:

#### الوحدات الزخرفية الطبيعية النباتية
وتضم الأعشاب والأزهار والثمار والأوراق وفروع الأشجار.

#### الوحدات الزخرفية الطبيعية الحيوانية
وتضم الحشرات والطيور والأسماك والأصداف ورسوم الحيوانات.

#### الوحدات الزخرفية الطبيعية الأدمية
وتضم مختلف الأوضاع التعبيرية لجسم الإنسان كالرقص والتمثيل الحركي والرياضي.

#### الوحدات الزخرفية الطبيعية الرمزية
وتضم العوامل الطبيعية كالسحاب والغيم والعواصف والرياح والأمواج وغيرها.

## تكوين الوحدات الزخرفية
من حيث التكوين هناك نوعان من الوحدات الزخرفية:

### وحدات زخرفية بسيطة
تشمل الوحدات المفردة كالزهرة أو الفراشة.

### وحدات زخرفية مركبة
تشمل عدة وحدات بسيطة مرتبطة مع بعضها كباقة زهور مثلا، ويمكن الجمع بين الوحدات البسيطة والمركبة في زخرفة المساحات.

## إعداد نماذج الزخرفة

### إعداد زخرفة الأشكال الهندسية
وذلك باستعمال الأشكال الهندسية المنتظمة كالدوائر والمربعات والمثلثات وذلك من خلال:
- استخدام المحور العامودي أو الأفقي لتقسيمه إلى أقسام متساوية.
- استخدام أحد القطرين أو القطرين معا.
- استخدام المحاور والأقطار معا.

### إعداد زخرفة الإطارات
وهي حصر التعبيرات الزخرفية بين خطين متوازيين وتنقسم إلى :
- إطارات تحوي وحدات زخرفية رأسية: وهي ما اتخذت فيه الوحدة اتجاها رأسيا وكانت عامودية لخطي الإطار.
- إطارات تحوي وحدات زخرفية أفقية: وهي ما اتخذت فيه الوحدة اتجاها أفقيا وكانت موازية لخطي الإطار.

### إعداد زخرفة المساحات
وهي زخرفة السطوح الكبيرة كالقماش والجدران والسقوف، فلا يمكن زخرفة هذه المساحات بشكل متماثل فيُعمد إلى تقسيمها إلى مساحات صغيرة وزخرفتها وتكرارها في المساحات الأخرى وهي نوعان:
- زخرفة المساحات المنفصلة: تقسيم السطح إلى مربعات ومستطيلات ودوائر وتكرار الوحدة بشكل متجاور أو متبادل.
- زخرفة المساحات المتصلة: وهي اتصال الوحدات الزخرفية اتصالا كاملا بدون انكسار في سيرها، وعدم استخدام التبادل في الوحدات عند تكرارها.